# Rodolfo González (pugile)
Rodolfo González, soprannominato El Gato (Guadalajara, 16 dicembre 1945), è un ex pugile messicano, campione del mondo WBC dei pesi leggeri (1972-1974) e vincitore su  Antonio Puddu.

## Carriera pugilistica
González ha debuttato tra i professionisti il 2 novembre 1959 quando non aveva ancora compiuto quattordici anni. Nonostante la giovane età, i suoi inizi furono folgoranti. Mancino, ottenne una striscia iniziale di 37 match, tutti vinti, di cui ben 36 prima del limite, in nemmeno due anni. Fu sconfitto ai punti la prima volta il 3 ottobre 1961 da un modesto avversario che, prima di allora, era salito sul ring solo tre volte. Seguì un’altra serie di quattordici vittorie in undici mesi, di cui ben dieci prima del limite. Dopo di ciò fu ritenuto maturo per combattere negli Stati Uniti.
Il suo debutto sul ring californiano dell'Olympic Auditorium di Los Angeles però non fu fortunato. Avvertito che avrebbe dovuto combattere contro Licho Guerrero solo quattro ore prima del match, fu dichiarato sconfitto per ferita al decimo round. Rimase quindi inattivo per quasi tre anni. Risalì sul ring il 18 novembre 1965, non ancora ventenne ma con già più di 50 combattimenti alle spalle per combattere tre volte contro lo statunitense Bobby Valdez. Ottenne altre due sconfitte, di cui una prima del limite e un no-contest.
Tra il luglio 1966 e il maggio 1970, González combatté altre 17 volte, ottenendo 16 vittorie, di cui 13 prima del limite, e una sola sconfitta, ai punti. Sinché incontrò sulla sua strada, al limite dei pesi leggeri, il colombiano Antonio Cervantes, futuro campione del mondo dei superleggeri e considerato come uno dei più forti pugili di tutti i tempi. González, dopo essere stato atterrato al primo round, riuscì a mettere al tappeto il forte avversario al terzo, per poi essere dichiarato sconfitto per ferita all’ottava ripresa quando, secondo il cronista del Los Angeles Times stava conducendo ai punti sul colombiano.
Dopo altri sette match conclusosi con altrettante vittorie ebbe la chance di combattere una virtuale semifinale per il titolo mondiale WBC dei pesi leggeri con Ruben Navarro, ex campione del mondo della categoria. Il match, tiratissimo, fu assegnato ai punti a González con verdetto non unanime.
Il 10 novembre 1972 il messicano riuscì a conquistare il titolo WBC dei pesi leggeri battendo nettamente il connazionale Chango Carmona nella Sports Arena di Los Angeles, per abbandono alla dodicesima ripresa. Quattro mesi dopo, González concesse la rivincita a Navarro, con in palio la cintura mondiale e lo batté molto più chiaramente, per knock-out tecnico alla nona ripresa, sempre alla Sport Arena. 
Il 27 ottobre 1973, a Los Angeles, mise la cintura in palio contro il campione europeo  Antonio Puddu e lo sconfisse per kot alla decima ripresa.
L'11 aprile 1974, a Tokyo, González perse il titolo mondiale per KO all'8º round di fronte ai pugni del giapponese Guts Ishimatsu. La rivincita combattuta nel novembre 1974 ancora sul ring giapponese si concluse nuovamente per KO, inducendolo a ritirarsi definitivamente dal pugilato. 
González ha concluso la carriera con l'impressionante percentuale del 74,2% di vittorie ottenute prima del limite sul totale dei combattimenti effettuati (66 su 89). La rivista Ring Magazine lo ha classificato al 90º posto in un proprio elenco dei primi 100 picchiatori di ogni epoca